# فنگ ژنگ
فنگ ژنگ (انگلیسی: Feng Zhang؛ زادهٔ ۲۲ اکتبر ۱۹۸۲) دانشمند در زمینه مهندسی ژنتیک اهل ایالات متحده آمریکا است. او استاد دانشگاه MIT است.